# چون لی
چون لی (春麗، همچنین チュン・リー Chun-Rī, چینی سنتی: 春麗; چینی ساده: 春丽; پین‌یین: Chūnlì) یک شخصیت ساختگی در مجموعه بازی‌های ویدئویی مبارز خیابانی از شرکت کپ‌کام است. او برای نخستین بار در سال ۱۹۹۱ و در نسخهٔ مبارز خیابانی ۲: سلحشور جهانی حضور پیدا کرد و به عنوان اولین شخصیت قابل بازی زنی که در یک بازی مبارزه‌ای ظاهر شده‌است به رسمیت شناخته می‌شود. او یک رزمی‌کار حرفه‌ای و افسر پلیس بین‌الملل است که بی‌صبرانه به دنبال انتقام مرگ پدرش است که به‌دست شخصیت شیطانی ام. بایسون، رهبر گروه جنایتکار شادالو کشته شده‌است.
چون لی از زمان اولین حضورش به یکی از مهره‌های اصلی فرنچایز و یکی از محبوب‌ترین چهره‌های آن مبدل شده‌است. او تقریباً در تمامی نسخه‌های بعدی این سری و چندین عنوان اسپین آف دیگر شرکت کپ‌کام ظاهر شده‌است. او همچنین در دیگر رسانه‌های مرتبط با مبارز خیابانی، از جمله دو فیلم سینمایی، چندین انیمه و کتاب کمیک، و سایر محصولات رسمی این سری نقش داشته است.